# Adalbert von Harstall

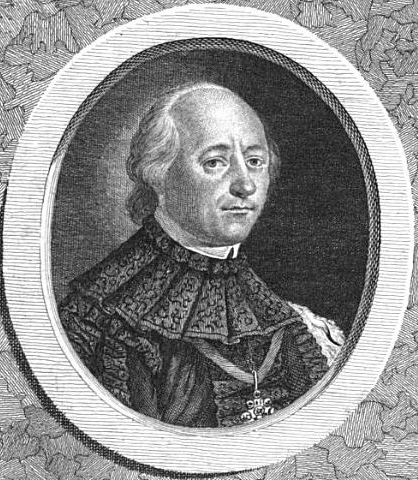
Adalbert von Harstall (1737–1814)

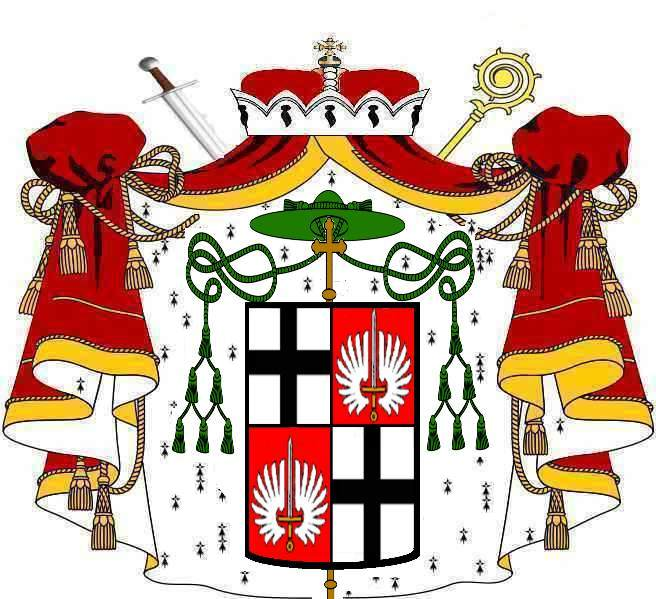
Wappen des Fürstbischofs von Fulda

Wilhelm Adolf Heinrich Adalbert von Harstall OSB (* 18. März 1737 in Treffurt; † 8. Oktober 1814 in Fulda) war als Adalbert III. letzter Fürstbischof von Fulda.

## Leben
Er war der jüngste Sohn des Geheimrates Hartmann Ernst von Harstall und dessen Ehefrau Theresia von Redwitz. Seine Taufpaten waren der damalige Fürstabt von Fulda Adolf von Dalberg sowie Herzog Wilhelm Heinrich von Sachsen-Weimar-Eisenach.
Um 1758 trat er in den Orden des Heiligen Benedikt (OSB) ein. Am 19. September 1761 wurde er zum Ordenspriester geweiht. Seit 1773 war er Mitglied des Domkapitels und übernahm 1778 die Propstei Thulba, an deren Kirche er größere Bauarbeiten durchführte. Am 18. November 1788 wurde er als Adalbert III. zum Bischof von Fulda gewählt und am 30. März 1789 von Papst Pius VI. bestätigt. Konsekriert wurde er am 15. Mai 1789 vom späteren Mainzer Erzbischof Karl Theodor von Dalberg. Am 27. November 1791 erfolgte die Belehnung mit den Regalien durch Kaiser Leopold II. als Reichsfürst.
Adalberts Amtszeit, die insbesondere von einer pastoralen Auffassung geprägt war, fiel in die Zeit zwischen Ausbruch der Französischen Revolution und dem Wiener Kongress. Mit ihm endete das Hochstift Fulda, das auf Drängen Napoleons 1803 durch den Reichsdeputationshauptschluss säkularisiert wurde. Die weltliche Herrschaft ging zunächst an Fürst Wilhelm V. von Oranien-Nassau. Dieser gab sie an seinen Sohn Prinz Wilhelm Friedrich von Oranien, Schwiegersohn des Preußenkönigs und nach Napoleons Niederlage späteren König Wilhelm I. der Niederlande, weiter. Adalbert von Harstall blieb aber Bischof von Fulda. Er erlebte noch das Ende der kurzen oranischen Herrschaft und musste den Fuldaer Dom als Durchgangslager für preußische Kriegsgefangene (ca. 42.000) herrichten lassen.
1810 wurde das Gebiet des ehemaligen Hochstifts Teil des Départements Fulda des Großherzogtums Frankfurt. Nach seiner Absetzung als Landesherr musste Adalbert das Schloss verlassen und lebte bis zu seinem Tod gegenüber im Palais Buseck, seit 1832 freiadeliges Damenstift Stift Wallenstein. Dort besuchte ihn auch Napoleon. Am 8. Oktober 1814 starb der letzte Fuldaer Fürstbischof und wurde vor dem
Sturmiusaltar im Barockdom beigesetzt, sein Herz jedoch in einer Silberkapsel neben dem Bonifatiusgrab, in der Gruft in die Wand eingelassen.
Mit Adalbert endete zunächst de facto auch das Bistum Fulda als kirchliche Jurisdiktion. Erst 1821 wurde es mit der Bulle Provida solersque neu umschrieben.

## Ehrung
Im Jahre 2019 wurde der Brunnen auf dem Fuldaer Gemüsemarkt, den Adalbert 1791 errichten ließ und dessen Säule mit dem Harstall-Wappen versehen ist, in einer feierlichen Namensgebung und Widmung offiziell nach ihm benamt und mit einer bronzenen Gedenkplatte versehen. 